# Kanton Pont-de-l’Arche
Der Kanton Pont-de-l’Arche ist seit 1790 eine französische Verwaltungseinheit im Arrondissement Les Andelys im Département Eure in der Region Normandie; sein Hauptort ist Pont-de-l’Arche, Vertreter im Generalrat des Départements ist seit 2004 Gaëtan Levitre (PCF). Seit 2015 ist Maryannick Deshayes (EELV) hinzugekommen.

## Geografie
Der Kanton Pont-de-l’Arche ist 166,45 km² groß und hat (2022) 23.794 Einwohner, was einer Bevölkerungsdichte von 143 Einwohnern pro km² entspricht. Er liegt im Mittel auf 56 Meter über dem Meeresspiegel, zwischen 2 m in Les Damps und 159 m in Montaure.

## Gemeinden
Der Kanton besteht aus 20 Gemeinden mit insgesamt 23.794 Einwohnern (Stand: 1. Januar 2022) auf einer Gesamtfläche von 166,45 km²:
| Gemeinde               | Einwohner 1. Januar 2022 | Fläche km² | Dichte Einw./km² | Code INSEE | Postleitzahl |
| ---------------------- | ------------------------ | ---------- | ---------------- | ---------- | ------------ |
| Acquigny               | 1.725                    | 17,83      | 97               | 27003      | 27400        |
| Alizay                 | 1.575                    | 8,62       | 183              | 27008      | 27460        |
| Amfreville-sur-Iton    | 882                      | 5,48       | 161              | 27014      | 27400        |
| Crasville              | 121                      | 2,45       | 49               | 27184      | 27400        |
| Criquebeuf-sur-Seine   | 1.537                    | 14,74      | 104              | 27188      | 27340        |
| Igoville               | 1.701                    | 5,61       | 303              | 27348      | 27460        |
| La Haye-le-Comte       | 145                      | 3,32       | 44               | 27321      | 27400        |
| La Haye-Malherbe       | 1.374                    | 9,93       | 138              | 27322      | 27400        |
| La Vacherie            | 557                      | 7,63       | 73               | 27666      | 27400        |
| Le Manoir              | 1.279                    | 2,39       | 535              | 27386      | 27460        |
| Le Mesnil-Jourdain     | 238                      | 10,41      | 23               | 27403      | 27400        |
| Les Damps              | 1.335                    | 4,74       | 282              | 27196      | 27340        |
| Martot                 | 458                      | 8,48       | 54               | 27394      | 27340        |
| Pinterville            | 805                      | 5,93       | 136              | 27456      | 27400        |
| Pîtres                 | 2.572                    | 10,97      | 234              | 27458      | 27590        |
| Pont-de-l’Arche        | 4.130                    | 9,35       | 442              | 27469      | 27340        |
| Quatremare             | 440                      | 5,99       | 73               | 27483      | 27400        |
| Surtauville            | 489                      | 4,42       | 111              | 27623      | 27400        |
| Surville               | 854                      | 5,72       | 149              | 27624      | 27400        |
| Terres de Bord         | 1.577                    | 22,44      | 70               | 27412      | 27340, 27400 |
| Kanton Pont-de-l’Arche | 23.794                   | 166,45     | 143              | 2718       | –            |

Bis zur landesweiten Neuordnung der Kantone 2015 bestand der Kanton Pont-de-l’Arche aus den 10 Gemeinden Alizay, Criquebeuf-sur-Seine, Les Damps, Igoville, Le Manoir, Martot, Montaure, Pîtres, Pont-de-l’Arche und Tostes. Sein Zuschnitt entsprach einer Fläche von 87,34 km2.

## Veränderungen im Gemeindebestand seit der landesweiten Neuordnung der Kantone
2017: Fusion Montaure und Tostes → Terres de Bord

## Bevölkerungsentwicklung
| 1962  | 1968   | 1975   | 1982   | 1990   | 1999   |
| ----- | ------ | ------ | ------ | ------ | ------ |
| 9.004 | 10.468 | 11.373 | 11.119 | 12.313 | 13.367 |